# وارطان آقاجانیان
وارطان آقاجانیان (ارمنی: Վարդան Աղաջանյան؛ زادهٔ ۲۱ مارس ۱۹۷۱) کشتی‌گیر اهل یونان است. وی در مسابقات قهرمانی کشتی اروپا در سال‌های ۱۹۹۴ برندهٔ مدال طلا، ۱۹۹۵ برنده مدال نقره و ۱۹۹۶ برنده مدال برنز شده‌است.